# Azul de Duke
Azul de Duke es una tonalidad de azul oscuro terciario utilizado por la Universidad Duke.
En el sistema cromático Pantone se corresponde con el color PMS 287, y en el siatema HTML es el #001A57.